# Fida (diritto)

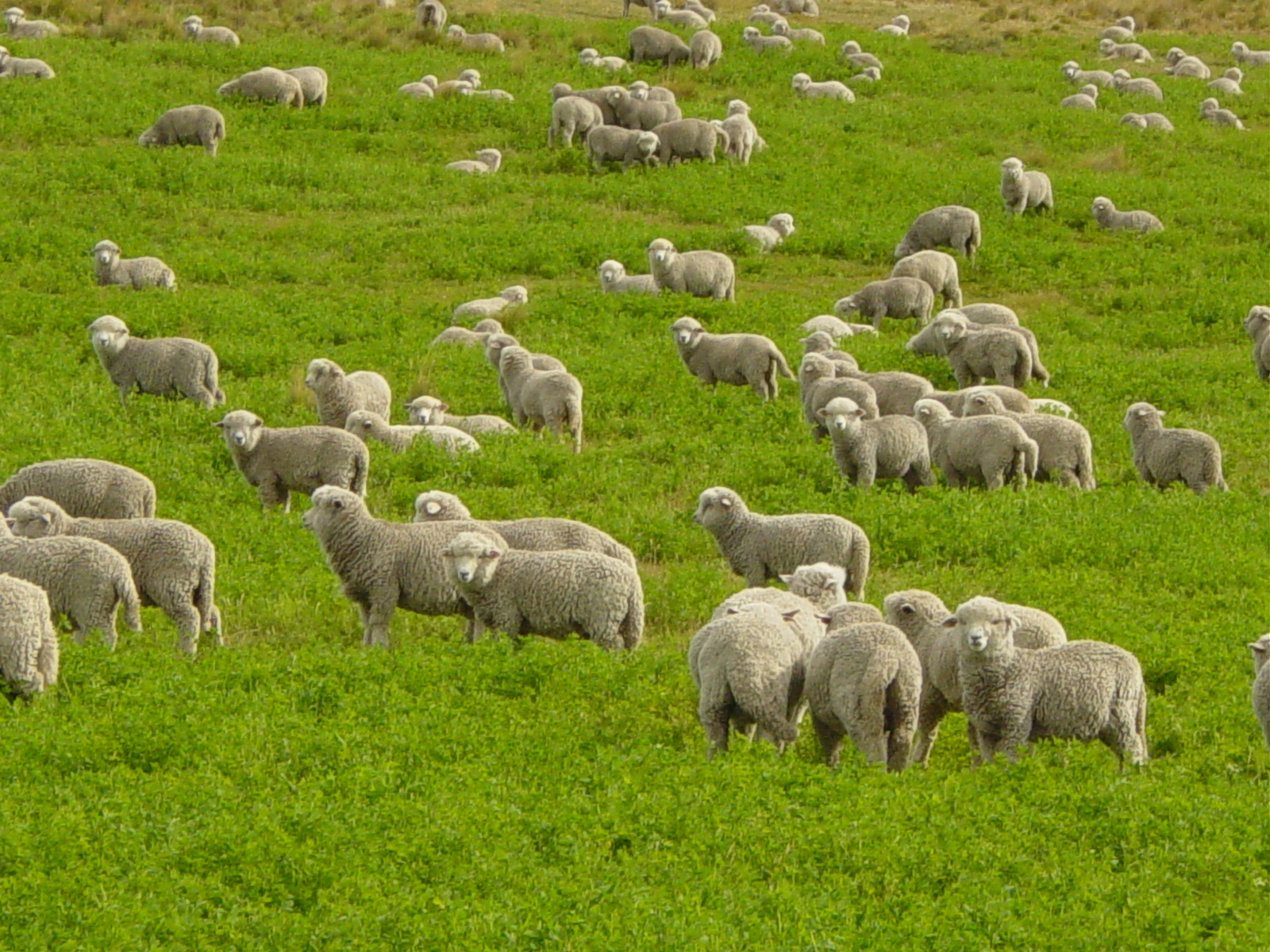
Pecore al pascolo

La fida (o affidatura), nel diritto agrario e feudale, è un antico tipo di servitù prediale fondato sul jus affidaturae e consistente in un corrispettivo sul pascolo corrisposta al feudatario dalle comunità locali.

## Descrizione
Principalmente diffusa nell'Italia centro-meridionale, la sua misura era localmente determinata dall'uso e si applicava come pagamento del diritto di pascolare su:
- terreni feudali
- terreni demaniali costituiti "a difesa"
- terreni demaniali franchi da uso civico
- terreni concessi con riserva di pascolo
- terre burgensatiche

A seguito del riscatto dei feudi operato dai Savoia dopo l'Unità d'Italia, la prestazione non è più dovuta e se ne presume la perenzione solo nel caso di forma illegittima dell'onere (pretesa di fida su fondi privati), mentre ove la forma fosse legittima può tuttora reperirsi (per trasmissione nella successione dei titoli) a titolo di gravame sui terreni interessati.
Analogo alla fida, e con molte comunanze con questa, è il pascolatico (ius pascendi).